# Болкулешти (Арђеш)
Болкулешти (рум. Bolculești) насеље је у Румунији у округу Арђеш у општини Ваља Данулуј. Oпштина се налази на надморској висини од 614 m.

## Становништво
Према подацима из 2002. године у насељу је живело 219 становника, од којих су сви румунске националности.